# Daniel Percheron
Daniel Percheron (Beauvais, 31 agosto 1942) è un politico francese, membro del Partito Socialista, senatore ed ex presidente del Consiglio regionale del Nord-Passo di Calais dal 2001 al 2015 nonché membro del Parlamento europeo nel 1979-1983.

## Biografia
Nato il 31 agosto 1942 a Beauvais (dipartimento dell'Oise). Insegnante di storia e geografia, è membro dell'Ufficio nazionale del Partito Socialista dal 1995. Nelle elezioni del Consiglio della regione Nord-Passo di Calais nel 2010, Daniel Percheron ha guidato un'unica lista di socialisti, comunisti e verdi, la quale ha vinto ricevendo il 51,90% dei voti al secondo turno. Ha servito come presidente del Consiglio fino al dicembre 2015, quando, a seguito della riforma amministrativa, le regioni Nord-Pas-de-Calais e Piccardia sono state fuse nella regione Alta Francia (fino al 30 settembre 2016 Nord-Passo di Calais - Piccardia).